# Augusto del Palatinado-Sulzbach
Augusto del Palatinado-Suzbach (en alemán, August von Pfalz-Sulzbach; Neuburg an der Donau, 2 de octubre de 1582-Bad Windsheim, 14 de agosto de 1632) fue un noble alemán, duque del Palatinado-Sulzbach desde 1614 hasta 1632 tras la partición del Palatinado-Neuburg. Fue el fundador de la Segunda Casa del Palatinado-Sulzbach.

## Biografía
Augusto era el quinto hijo y segundo varón del duque Felipe Luis del Palatinado-Neoburgo (1547-1614) y de Ana de Cléveris (1552-1632), hija del duque Guillermo V el Rico y de la archiduquesa austriaca María de Habsburgo-Jagellón. 

Después de la muerte de su padre en 1614, sus territorios fueron divididos entre Augusto y sus dos hermanos, Wolfgang Guillermo y Juan Federico. Augusto, luterano devoto, recibió porciones septentrionales del Ducado de Neoburgo, que se constituyeron como Ducado de Sulzbach. Apoyó la intervención del rey sueco Gustavo II Adolfo en la guerra de los Treinta Años.

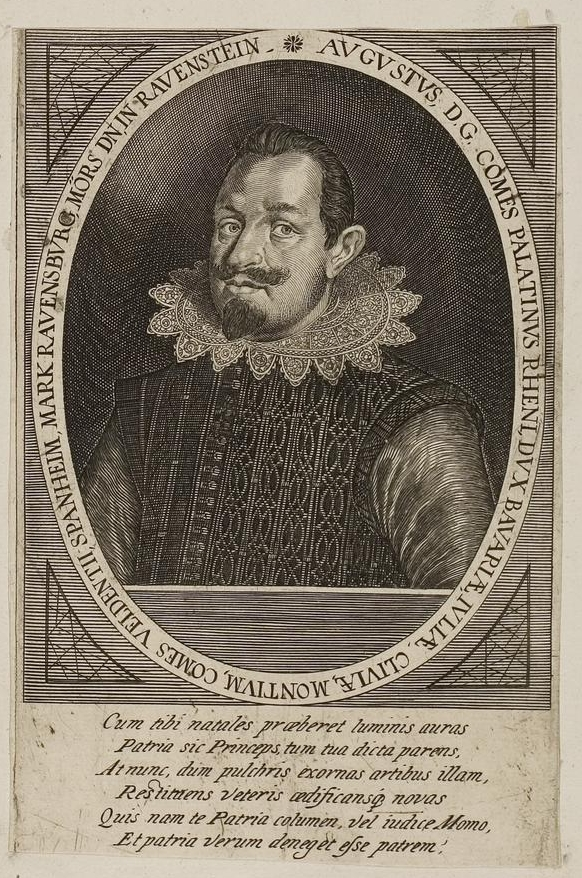
Augusto del Palatinado-Sulzbach.

Murió en 1632 y fue enterrado en Lauingen.

## Matrimonio y descendencia
El 17 de julio de 1620, se casó con Eduviges de Schleswig-Holstein-Gottorp, hija del duque Juan Adolfo de Schleswig-Holstein-Gottorp. El matrimonio tuvo los siguientes hijos:
- Ana Sofía (6 de julio de 1621-25 de mayo de 1675), casada en 1647 con Joaquín Ernesto de Oettingen-Oettingen.
- Cristián Augusto (26 de julio de 1622-23 de abril de 1708), sucesor de su padre.
- Adolfo Federico.
- Augusta Sofía (22 de noviembre de 1624-30 de abril de 1682), casada en 1653 con Wenceslao Eusebio de Lobkowicz.
- Juan Luis (12 de diciembre de 1625-20 de octubre de 1649), general al servicio de Suecia.
- Felipe Florino (20 de enero de 1630-4 de abril de 1703), conde palatino y mariscal de campo imperial.
- Dorotea Susana.